# Союз архитекторов Республики Башкортостан
 Союз архитекторов Республики Башкортостан  — профессиональная общественная творческая организация, объединяющая архитекторов Республики Башкортостан, ставящая своей целью профессиональную и социальную защиту своих членов и представляет их интересы в государственных и общественных организациях.
Союз архитекторов Республики Башкортостан принимает участие в разработке, обсуждении и принятии решений градостроительных, архитектурных проблем, обладает законодательной инициативой, участвует в разработке проектов законов.

## История
23 января 1938 года было образовано Башкирское отделение Союза архитекторов СССР в соответствии с решением Президиума Правления Союза советских архитекторов СССР.
В 1930-е годы в архитектуре Башкирии проходил переход от конструктивизма к неоклассике. Постконструктивизм составил значительную веху в истории современной архитектуры Башкирии. До Великой Отечественной войны в этом стиле проектировались и строились в Уфе здания «Башсоюза» (1936–1937 годы, арх. Д. А. Коршунов), Дом связи (1934–1935 годы, ныне Главпочтамт), Дом правительства республики (1935–1938 годы, арх. Н. Зарубин), Наркомлегпром (1936–1937 годы, архитектор Г. Д. Вагин, Б. Г. Калимуллин), главный корпус Мединститута (1932–1937 годы, арх. А. И. Филонов, Тардисян).

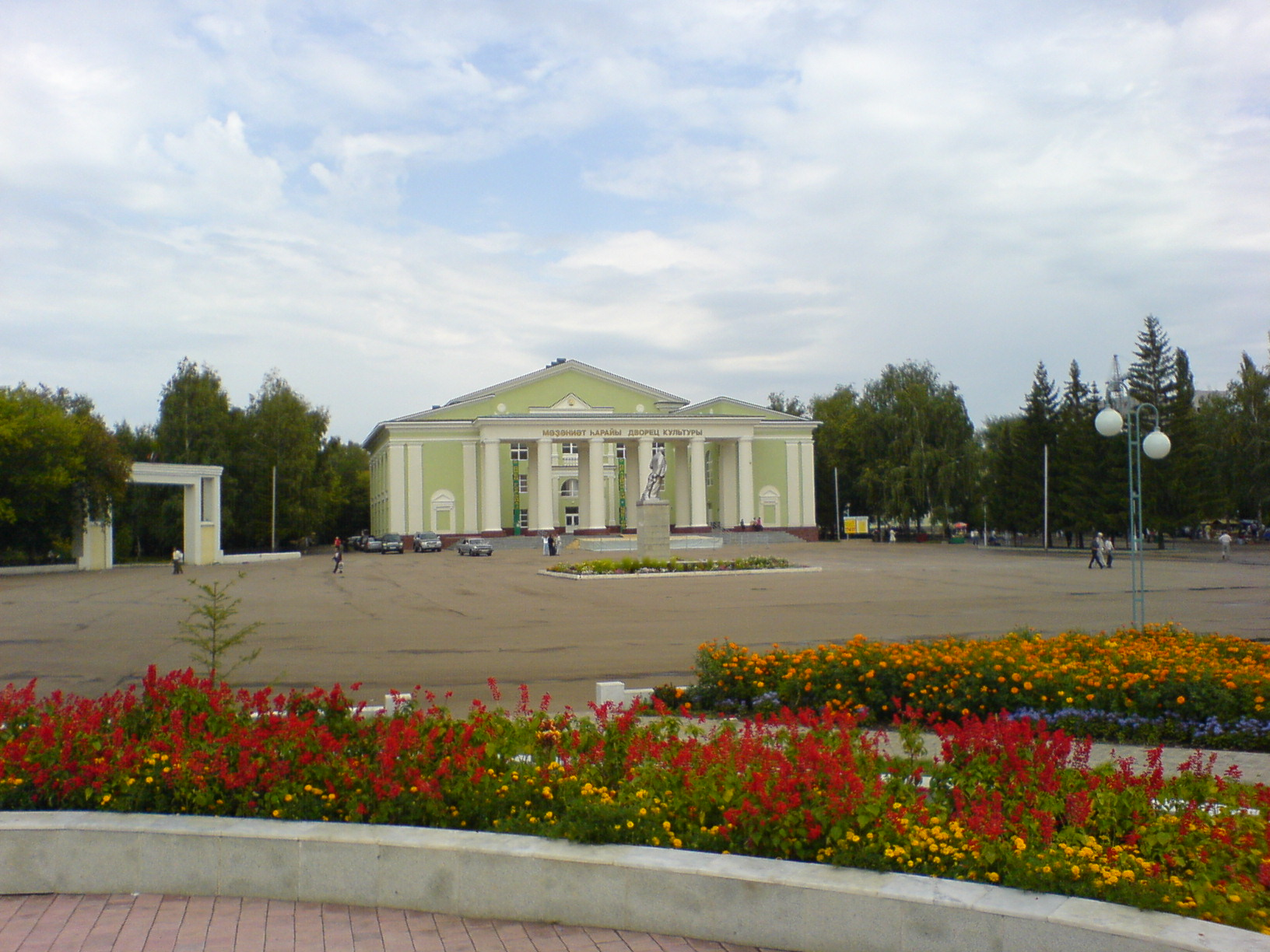
г. Ишимбай пл. Ленина

В довоенные годы члены союза, башкирские архитекторы, провели большую работу по созданию и корректировке генеральных планов городов БАССР: 
- Уфа - 1934–1937 годы, работали архитекторы под руководством  Шибаева (Московское отделение института «Гипрогор»)
- Ишимбай - 1938–1939 годы, архитекторы А. И. Филонов, Б. Г. Калимуллин, П. И. Тришин, П. П. Дохтуров и др.
- Стерлитамак -  1939 год, арх. С. Г. Калимуллин, Б. Г. Калимуллин и др.
- Белорецк - 1945 год, арх. С. Г. Калимуллин, Б. Г. Калимуллин и др.
- Бирск -  архитектор А. И. Филонов.

В годы Великой Отечественной войны архитекторы занимались вопросами размещения в республике эвакуированных из центральных районов СССР предприятий.
После войны в стране проходила кампания по борьбе с украшательством, начатая Н. С. Хрущевым. Установка архитектурных деталей допускалась только тогда, когда они были изготовлены и находились на стройплощадке. Архитектурные проекты приходилось переделывались в целях
упрощения и схематизации декора.
В 1970 году Башкирское отделение было переименовано в Башкирскую организацию Союза архитекторов СССР, а в 1982 году в связи с переходом организации в подчинённость Союзу архитекторов РСФСР - в Башкирскую организацию Союза архитекторов РСФСР.
Решением общего собрания Башкирская организация преобразована в Союз архитекторов Башкирской ССР, добровольно входящий в состав Союза архитекторов РСФСР.
В 2004 году организация получила наименование - Региональная общественная организация общероссийской общественной организации «Союз архитекторов России» Союза архитекторов Республики Башкортостан.

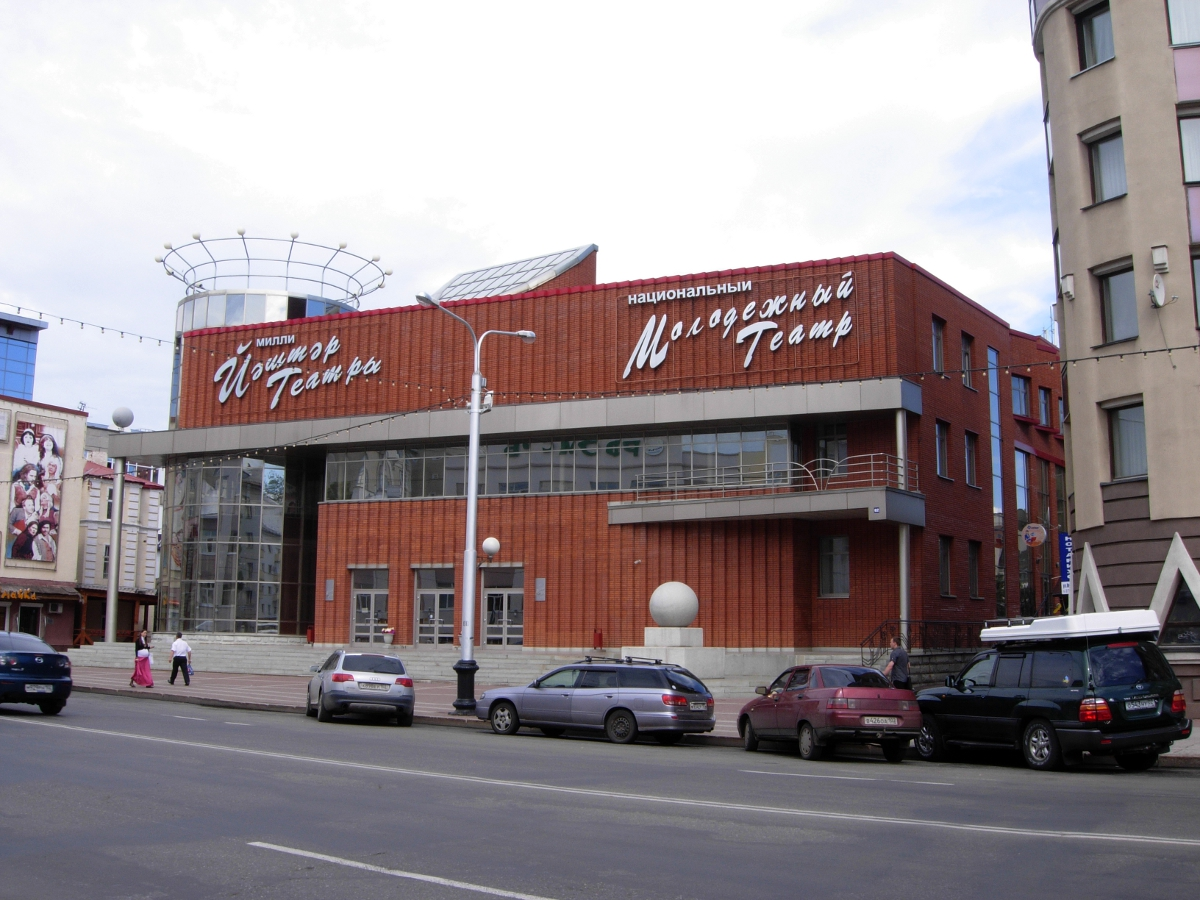
Национальный молодёжный театр Республики Башкортостан имени Мустая Карима

В 2000-е годы члены союза внесли вклад в создание новых объектов культуры – музей Боевой Славы (2000 год, арх. Д .А. Винкельман), Национальный молодежный театр им. М. Карима (2002 год, арх. К. А. Донгузов, Д. Ю. Мирсаяпов), Развлекательный комплекс «Огни Уфы» (2003 год, арх. Р. Х. Ахмадеев, С. Э. Мигранова, А. У. Байрамгалина), новых административных, культовых и торговых зданий – Башкирское отделение ПФ РФ (2005 год, О. А. Томилов, П. В. Скулимовская), Кафедральный соборный храм Рождества Богородицы (2004 год, К. А. Донгузов, Е. А. Фаворская, Д. А. Павлов), Центр торговли и развлечений «Мир» (2004 год, О. А. Байдин), торговый центр «Иремель» (2005 год, арх. Р. М. Маскулов), торговый центр «Европа» (2007, арх. Д. А. Винкельман).
В настоящее время много внимания в современной архитектуре Башкортостана уделяется повышению качества строительства, строительству таких объектов как бизнес-центры, здания банков, городские особняки, элитные жилые комплексы, гостиницы.

## Деятельность
Основными задачами Союза архитекторов РБ являются:  объединение архитекторов на основе общности профессионально-творческих 
интересов с целью объединения их усилий и возможностей для развития архитектуры в РБ и организации взаимной помощи как в 
профессиональных, так и в социальных аспектах;  осуществление общественного профессионального контроля за деятельностью 
всех проектных организаций на территории Башкортостана;  проведение общественных обсуждений проектов до и после их 
реализации, творческих дискуссий архитекторов РБ по различным вопросам;  организация выставок, проведение творческих конкурсов на лучший проект и строительство объектов;  содействие творческому росту молодых архитекторов;  пропаганда архитектурно-строительных достижений Республики Башкортостан. 
Начиная с  50-х годов в БАССР проводилось массовое строительство промышленных объектов, жилья, объектов культуры, здравоохранения и образования. В связи с этим в республике возникли большие задачи по обеспечению строек архитектурной и градостроительной документацией. Эти задачи решались в Союзе.

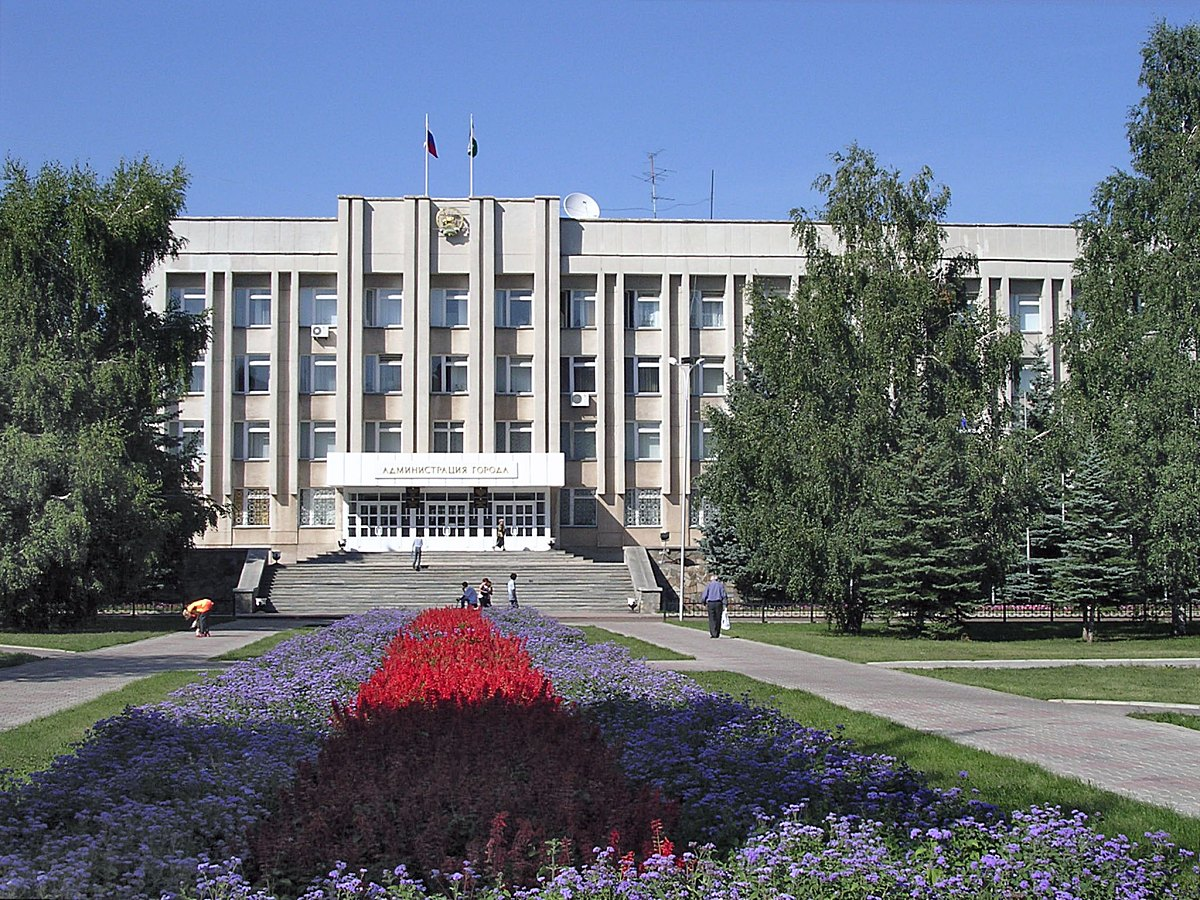
Администрация города Стерлитамака

Большой вклад в развитие архитектуры РБ внесли члены союза, отмеченные почетными званиями России и РБ: заслуженные архитекторы России – Ф. И. Рехмуков, Р. И. Кирайдт, А. Ф. Козлов, Б. Г. Калимуллин, И. И. Мироненко, И. Н. Сабитов, лауреаты государственной премии РБ им. С. Юлаева – А. В. Клемент, Л. В. Хихлуха, С. А. Голдобин, С. Б. Голдобина, А. В. Давыденко, В. В. Давлятшин, заслуженные строители
РБ – М. П. Мазин, Ю. А. Пацков, И. Ф. Минкин, А. С. Дмитриенко, Н. М. Мухамадеев, О. В. Новиков, Ф. Б. Калимуллин, П. С. Колосов, Р.Х. Ахмадиев, заслуженные архитекторы РБ – Р. Р. Авсахов, Г. П. Гарипов, Л. Ш. Дубинский, С. А. Голдобин, В. Ф. Сафарова, М. Н. Сахаутдинова, О. С. Тадиашвили, М. Р. Батырова, П. П. Петров, Д. Ф. Ахметшин, З. З. Багаутдинов, Д. А. Винкельман, Р. Г. Садрисламов, А. М. Сарваров,
О. А. Томилова, В. С. Фирсов, С.А. Харичков, Р. Т. Хайруллин, У. Г. Ураскин, Р. М. Маскулов, А. А. Андрианов, К. А. Донгузов, Т. В. Мелякова, Д. Д. Халитов, Р. И. Халиуллин.

## Награды Союза
В 2010 году  решением правления Союза архитекторов и коллективом Архпроекта учреждена стипендия имени заслуженного деятеля архитектуры, бывшего директора института «Архпроект» Сергея Голдобина. 

## Председатели Союза архитекторов РБ
Председателями Союза в разное время были:
- Бай Борис Иванович — 1935 г.

- Калимуллин Барый Гибатович — 1935 — 1943гг; 1944-1965 гг.

- Сахаутдинова Мастюра Низамовна[2] −1938 −1943 гг.
- Звартау Эд. — 1943 −1944 гг.
- Мироненко Иван Иванович — 1966 −1968 гг.
- Рехмуков Фарид Измайлович[3] — 1969 — 1977 гг.
- Минкин Искандер Файзрахманович −1978 −1985 гг.
- Исламов Рим Шарафисламович — 1985 −1987 гг.
- Авсахов Рудоль Раисович — 1987 — 1994 гг. 1997 — 2000 гг.
- Клемент Александр Васильевич[4] −1994 — 1997 гг.
- Челышев Борис Александрович −2001 — 2003 гг.
- Ураксин Урал Газизович[5] −2003 −2015 гг.

## Адрес
Республика Башкортостан, 450005, г. Уфа, ул. Пархоменко, 101/1, тел. (3472) 273-72-69.